# Giuseppe Ermentini
Giuseppe Ermentini (Crema, 8 luglio 1919 – Crema, 16 settembre 2003) è stato un architetto italiano.
Lavorò agli scavi condotti presso la Pieve di Palazzo Pignano; membro del Rotary Club Crema, ideò in tale veste l'allestimento della "casa cremasca" (inaugurata nel 1969) presso il Museo Civico di Crema, un insieme di locali che riproducono la tipica casa contadina.
Era anche valente collezionista di cartoline d'epoca ed esperto filatelico e contribuì alla pubblicazione di alcuni cataloghi.
| Controllo di autorità | SBN LO1V488633 |